# لوکا آرنی
لوکا آرنی (انگلیسی: Luca Aerni؛ زادهٔ ۲۷ مارس ۱۹۹۳) اسکی‌باز آلپاین اهل سوئیس است.